# Cabral Ibacka
Cabral Neculai Ibacka Zabana (n. 4 octombrie 1977, București, România), cunoscut Cabral, este un prezentator de televiziune, actor, antrenor de Tae Bo și fost luptător de kickboxing român.
Cabral a fost vicecampion european la kickboxing (1994). Este considerat drept unul din primii promotori ai genului de dans sportiv Tae Bo în România (după 1997).

## Biografie
Cabral s-a născut pe 4 octombrie 1977 în București, România.
A început să facă antrenamente de kickboxing și Muay Thai la vârsta de 6 ani. La 23 de ani el câștigase deja câteva titluri. A absolvit Liceul Teoretic Decebal și Facultatea de Sport din cadrul Universității Ecologice.

## Viața personală
Cabral este de origine congoleză. Tatăl său, absolvent al unei universități bucureștene, a ajuns ministru al sănătății în Congo-Brazzaville. și mama lui este româncă, de religie catolică.
Cabral a fost căsătorit între anii 2000-2006 cu Luana Mitran cu care are o fetiță, Inoke (n. 29 septembrie 2002).
În anul 2011 el s-a recăsătorit cu Andreea Pătrașcu. Împreună au o fetiță, Namiko,  și un băiețel, Tiago.

## Carieră
În 1998, își începe cariera artistică la Antena 1, cu emisiunea „Roata de rezervă”. În anul 1996 joacă în filmul "Je ne marcherais jamais seul", prezentat în anul 1997 la Cannes. Din anul 1999 până în anul 2000, prezintă mai multe emisiuni în cadrul televiziunii Prima TV. Câteva dintre titluri ar fi : „Impact”, „Banc Show”, „Vara fără limite”, etc. În anul 2000, trece la Acasă TV, post de televiziune aflat sub patronajul celei mai mari instituții media românească, Media Pro, cea care a deschis uși pentru filme, seriale, produse de MediaPro Pictures. Aici Cabral prezintă „Un bărbat adevărat”, și „Poveștiri Adevărate”. În anul 2004 joacă în filmul „Catacombs” alături de celebra P!nk. În anul 2005 primește cel mai remarcabil rol: Inspectorul Eduard Bălan, în miniserialul Băieți buni. În 2006, interpretează propriul rol în telenovela românească „Păcatele Evei”, și apoi în toamna aceluiași an începe filmările pentru telenovela românească „Iubire ca în filme”, unde îl interpretează pe Bobby 'Parai' Ugamba. În anul următor, Cabral începe o nouă provocare, alături de Mircea Solcanu, „Poveștiri De Noapte”, o emisiune de monden, prezentă Acasă, până în 2014. În toamna anului 2007, el primește un rol în serialul numit „Inimă de țigan”, personajul lui fiind Thierry. La începutul lui 2008, Cabral primește o altă provocare, pe care o duce până la capăt, așa cum suntem deja obișnuiți: emisiunea-concurs „În al nouălea cer”, prezentată alături de Adela Popescu timp de 15 săptămâni. În toamna anului 2008, începe Regina, o telenovelă ce continuă povestea din Inimă de țigan. Personajul lui Cabral, Thierry este împușcat în primele 10 minute ale primul episod, dar va reveni în serial ceva mai târziu. În vara anului următor, Acasă se filmează lungmetrajul „State de România, student la Sorbona” dar și serialul „State de România”,. personaj principal fiind același State Potcovaru din cele două producții anterioare, personaj interpretat de Gheorghe Visu. Aceste două produse îl aduc din nou pe ecrane pe Thierry, personaj interpretat de Cabral timp de 3 ani.
În februarie-martie 2015 a fost co-prezentator al reality show-ului românesc „Sunt celebru, scoate-mă de aici!”. Din iulie 2015 până în prezent, prezintă emisiunea-concurs Ce spun românii (luni-vineri 18:00, PRO TV)., iar în 2023 a fost prezentatorul emisiunii Săriți de pe fix.

## Activitate sportivă
Cabral este și sportiv. De la vârsta de 6 ani practică kickbox și thaibox. Are mai multe titluri de campion și vicecampion național la kickbox și thaibox, până la 23 de ani, concurând cu succes atât semi-contact cât și full-contact. Se antrenează în paralel cu sora lui, Artemis, care la rândul ei a adunat o panoplie impresionantă de titluri de campioană și vicecampioană la kickbox. La 17 ani devine vicecampion la kickbox în Cupa Europei. În 1997 începe să predea Tae-Bo, fiind primul promotor al acestui sport în România. A devenit licențiat în sport tocmai pentru a putea preda într-un viitor apropiat, dorința lui fiind de a avea cea mai tare echipă de kickboxeri juniori.

## Filmografie
- Băieți buni (2005)
- Inimă de țigan (2007)
- Regina (2008)
- State de România (2009)
- Moștenirea (2010)
- O nouă viață (2014)